# Église Zosime-et-Savvati-sur-le-mont
L'église Zosime-et-Savvati-sur-le-mont (en russe : Церковь Зосимы и Савватия на Горке (Каргополь)) est une église orthodoxe située dans la ville de Kargopol, dans l'oblast d'Arkhangelsk, en Russie.

## Histoire
Le début de la construction de l'église dans la partie sud de la ville de Kargopol date de 1814. La charge financière de sa construction a été supportée par un marchand de Saint-Pétersbourg du nom de Stepane Kopossov, originaire de Kargopol. Cette église était l'une des plus riches de la ville en raison du fait qu'elle possédait de grandes surfaces de domaines forestiers .
Elle a été consacrée en l'honneur des saints Zosime et Savvati, deux des fondateurs du monastère Solovetski en 1819.
Depuis le début des années 1980, l'église se trouve au sein du musée-zapovednik d'histoire, d'architecture et des beaux-arts de Kargopol.
Actuellement, le bâtiment de l'église abrite une salle de concert et d'exposition. L'exposition présente l'architecture des églises de Kargopol du XVIe siècle au XVIIIe siècle, des statues en bois de têtes de saints (parmi ces dernières, celle de Nicolas de Myre). Lors des fêtes liturgiques orthodoxes s'y donnent des concerts de musique sacrée dont l'hymne Exapostilarion.

## Architecture et décoration

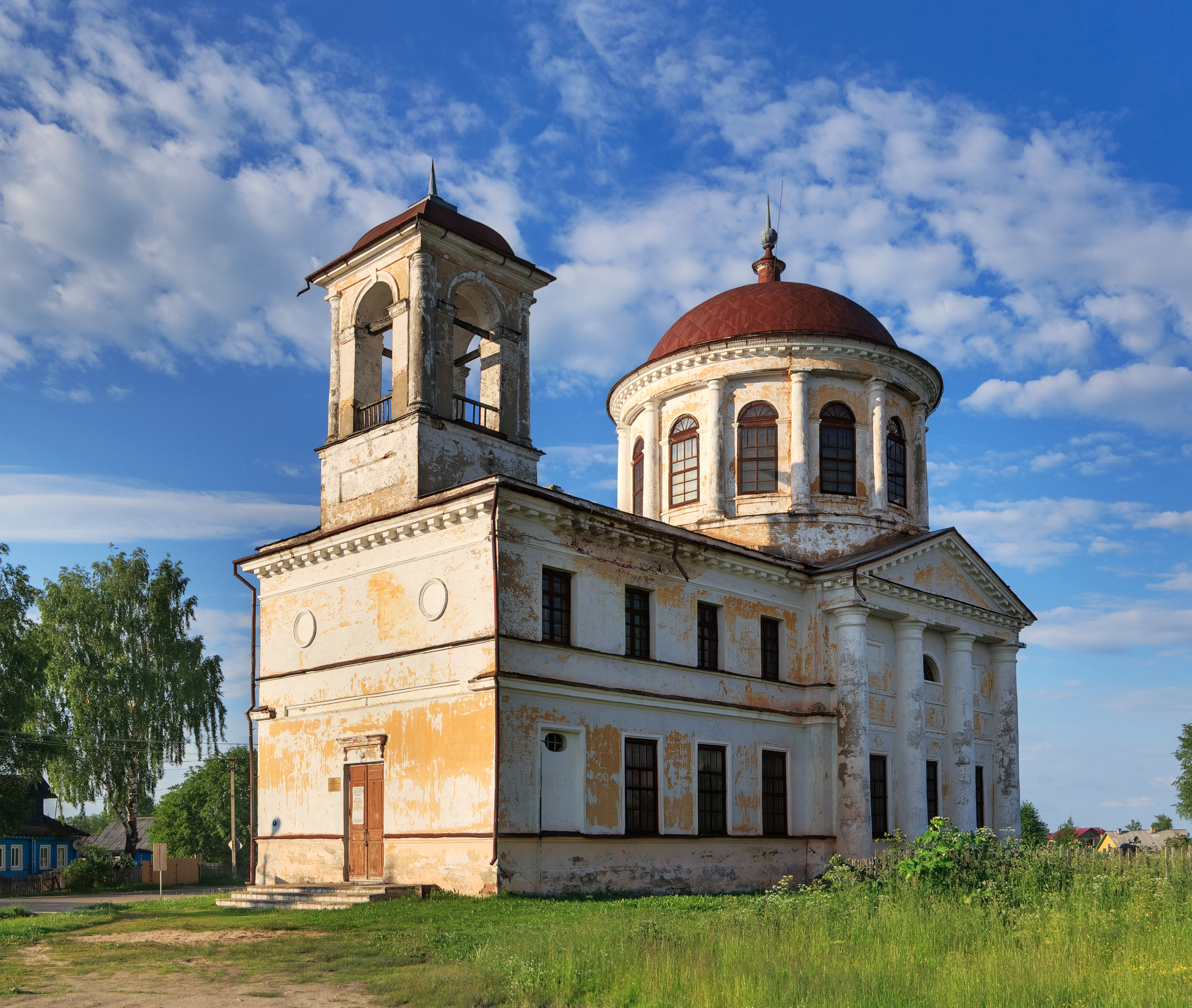
église de Zosime et Savvati-sur-le-mont (Kargopol)

Au point de vue architectural, le style classique et l'arrondi de la coupole rappellent un château roman ou un grandiose domaine campagnard.